# Золотистобрюхая белка
Золотистобрюхая белка (лат. Sciurus aureogaster, «белка золотистобрюхая») — вид грызунов рода Белки. Существует 2 подвида.

## Ареал

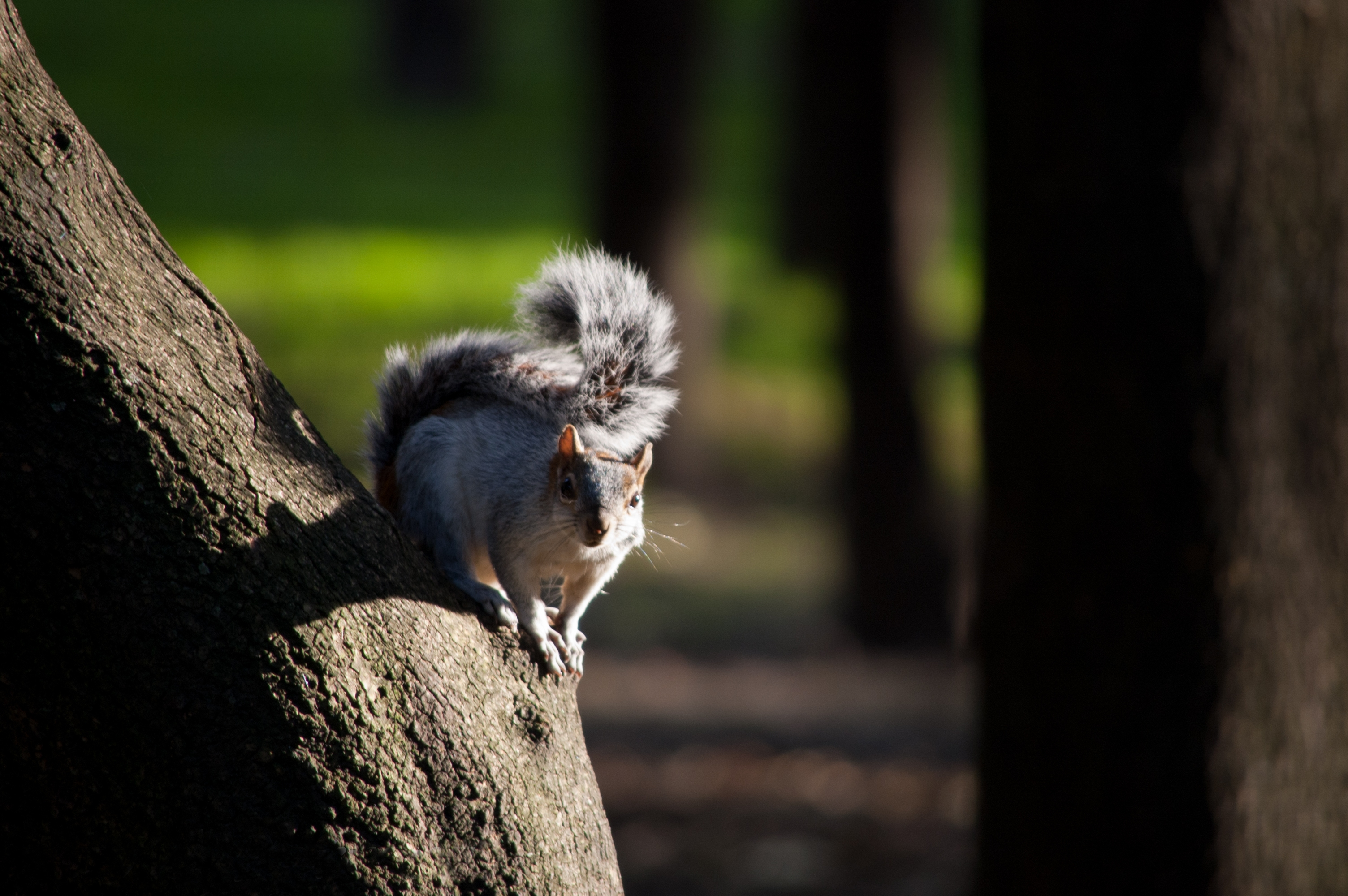

Это древесная белка, эндемик Гватемалы, а также восточной и южной Мексики. Был искусственно завезён в Флорида-Кис.

## Местообитание
Высота проживания: от низменностей до 3800 м. Встречается в большинстве лесных мест обитания, включая кустарники, лиственные и вечнозеленые леса, сухие сосновые, дубовые леса, вторичные леса и плантации. В сухих лесах и редколесьях она наиболее распространена, особенно на границе с сельскохозяйственными местностями. Также встречается в городских районах.

## Биологическое описание
Средние размеры самок: голова и тело длиной 258,9 мм, хвост длиной 255,7 мм, масса 505,4 г. Средние размеры самцов: голова и тело длиной 264,1 мм, хвост длиной 248,0 мм, масса 497,3 г.

## Поведение
Дневные и, как правило, одиночные животные. S. aureogaster — в основном древесные белки, но спускаются на землю, чтобы поесть или путешествовать с дерева на дерево. Гнёзда строятся из листьев, на ветвях деревьев, от 5 до 15 м над землей.

## Питание
В низинах питается фруктами и семенами. Желуди и кедровые орехи являются основными продуктами питания белок нагорья.

## Размножение
Самки рождают от 2 до 4 детёнышей во время сухого сезона, черные и серые особи могут родиться в одном выводке.

## Охрана
Серьезные угрозы не известны. Хотя это и не считается серьезной угрозой, в некоторых районах на вид охотятся на пищу или для предотвращения повреждения кукурузы и других культур. Конкретные меры по сохранению этого вида не производятся. Тем не менее, есть несколько охраняемых территорий в пределах ареала вида.

## Подвиды
Подвиды данного вида представлены в таблице:
| Подвиды           | Автор           | Синонимы |
| ----------------- | --------------- | --- |
| S. a. aureogaster | F. Cuvier, 1829 | S. a. chrysogaster, S. a. ferruginiventris, S. a. hypopyrrhus, S. a. hypoxanthus, S. a. leucogaster, S. a. maurus, S. a. morio, S. a. mustelinus, S. a. raviventer, S. a. rufiventris. |
| S. a. nigrescens  | Bennett, 1833   | S. a. affinis, S. a. albipes, S. a. cervicalis, S. a. chiapensis, S. a. cocos, S. a. colimensis, S. a. effugius, S. a. frumentor, S. a. griseoflavus, S. a. hernandezi, S. a. hirtus, S. a. leucops, S. a. littoralis, S. a. nelsoni, S. a. nemoralis, S. a. perigrinator, S. a. poliopus, S. a. quercinus, S. a. rufipes, S. a. senex, S. a. socialis, S. a. tepicanus, S. a. varius, S. a. wagneri. |

## Комментарии
1. ↑   В. Е. Соколовым для Sciurus griseoflavus было предложено русское название Серо-жёлтая белка, сейчас эта форма рассматривается как младший синоним S. aureogaster nigrescens[1]